# Пірвелі-Цкалтубо
Пірвелі-Цкалтубо (груз. პირველი წყალტუბო) — село в Грузії.
За даними перепису населення 2014 року в селі проживає 353 особи.